# Metapone bakeri
Metapone bakeri é uma espécie de formiga do gênero Metapone, pertencente à subfamília Myrmicinae.